# Casimirianum Neustadt
Das Casimirianum im pfälzischen Neustadt an der Haardt (heute Neustadt an der Weinstraße, Rheinland-Pfalz) war eine calvinistische Universität, die 1578 durch den Pfalzgrafen Johann Casimir gegründet und nach ihm benannt wurde. Das Casimirianum bestand nur fünf Jahre lang. Heute wird der Name für das restaurierte historische Gebäude verwendet, das unter Denkmalschutz steht.
Den gleichen Namen, der allerdings von einem anderen Fürsten hergeleitet ist, trägt das Casimirianum Coburg, ein traditionsreiches Gymnasium im nordbayerischen Coburg.

## Geographische Lage
Das Casimirianum Neustadt liegt auf einer Höhe von 137 m im Nordwesten des Stadtkerns links des Speyerbachs und direkt oberhalb des Floßbach-Abzweigs. In der Nähe befinden sich die Marienkirche, die Stiftskirche und der Marktplatz.

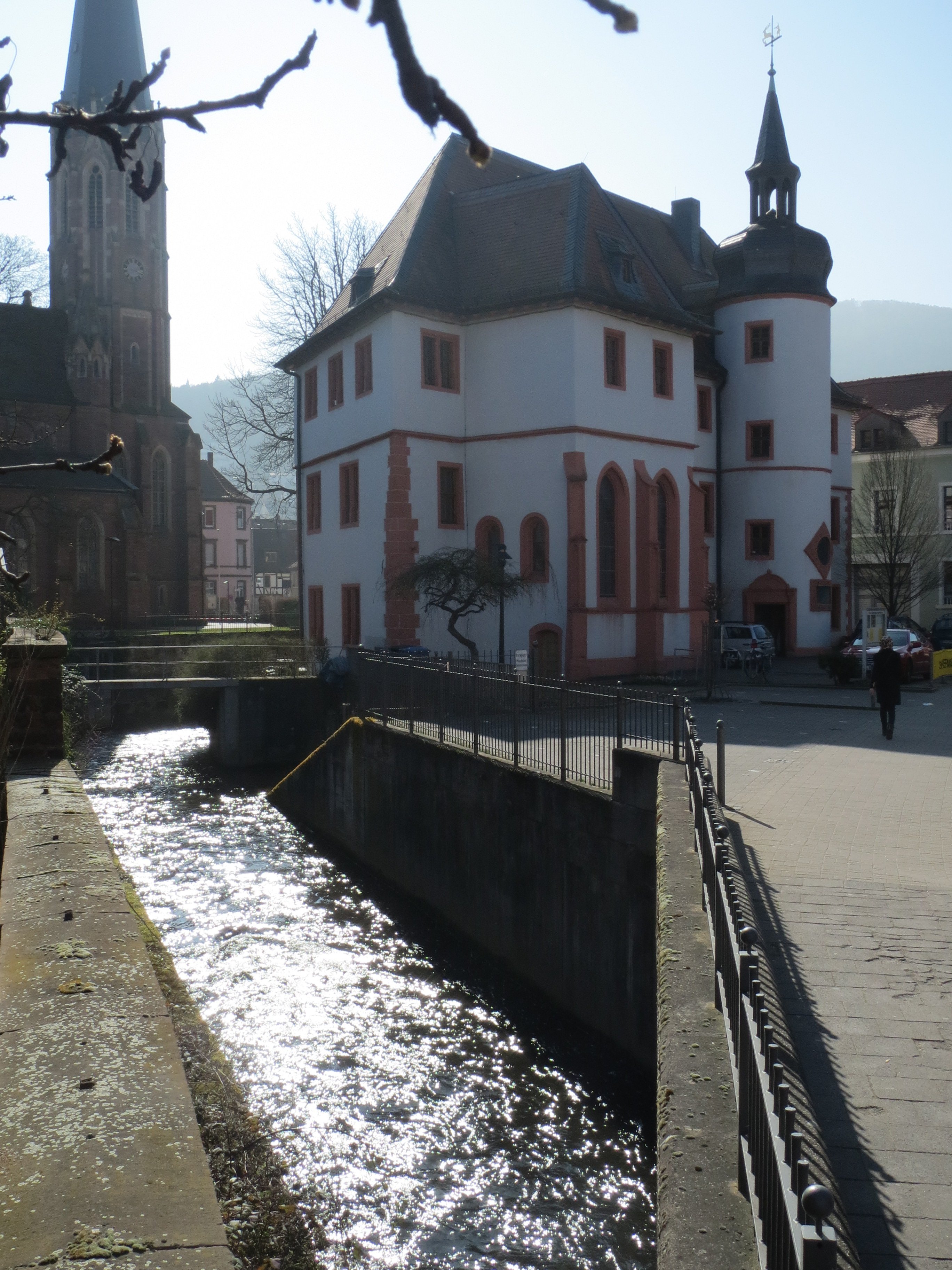
Casimirianum oberhalb des Floßbach-Abzweigs
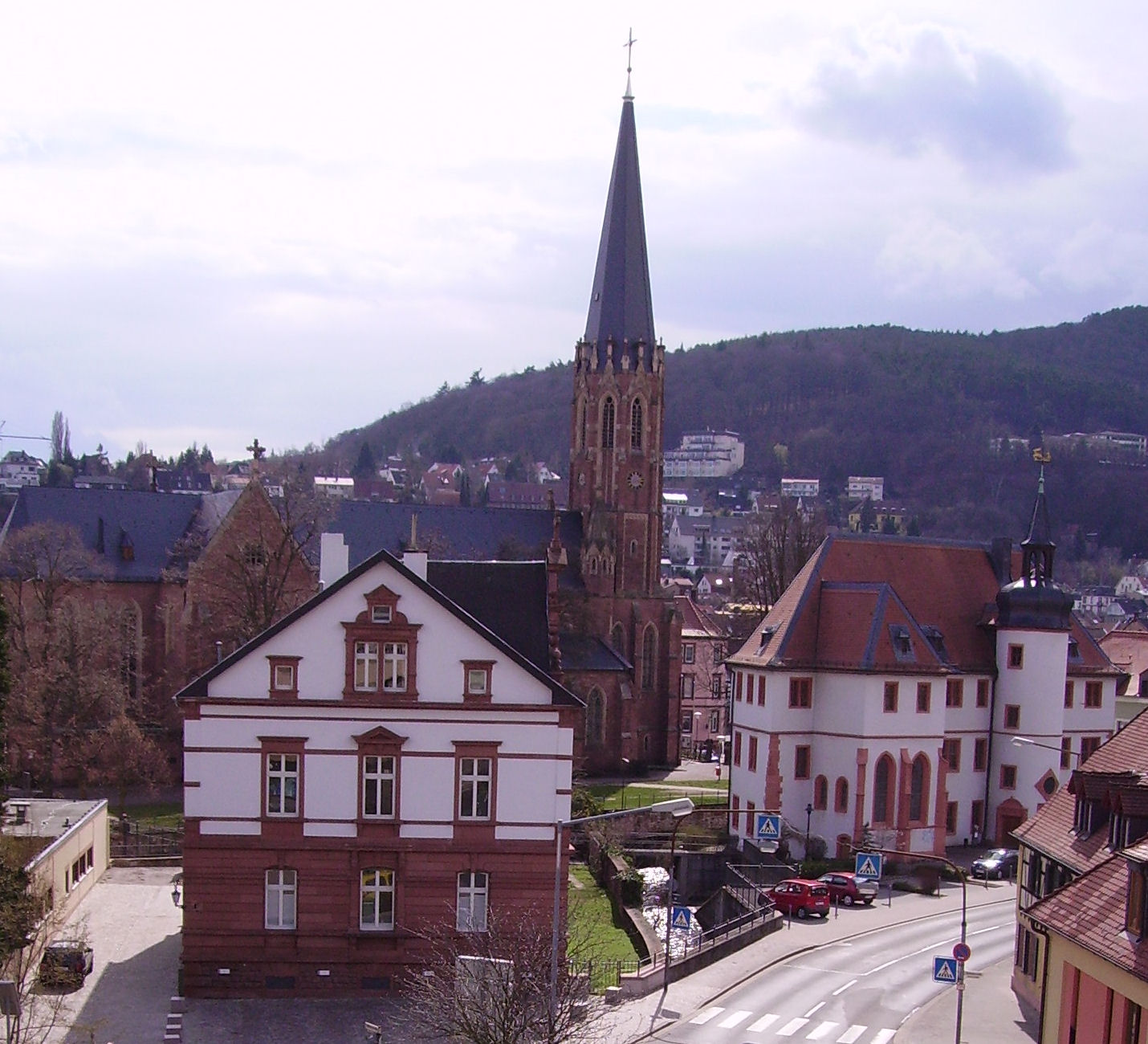
Casimirianum (rechts) vor der Silhouette der Marienkirche
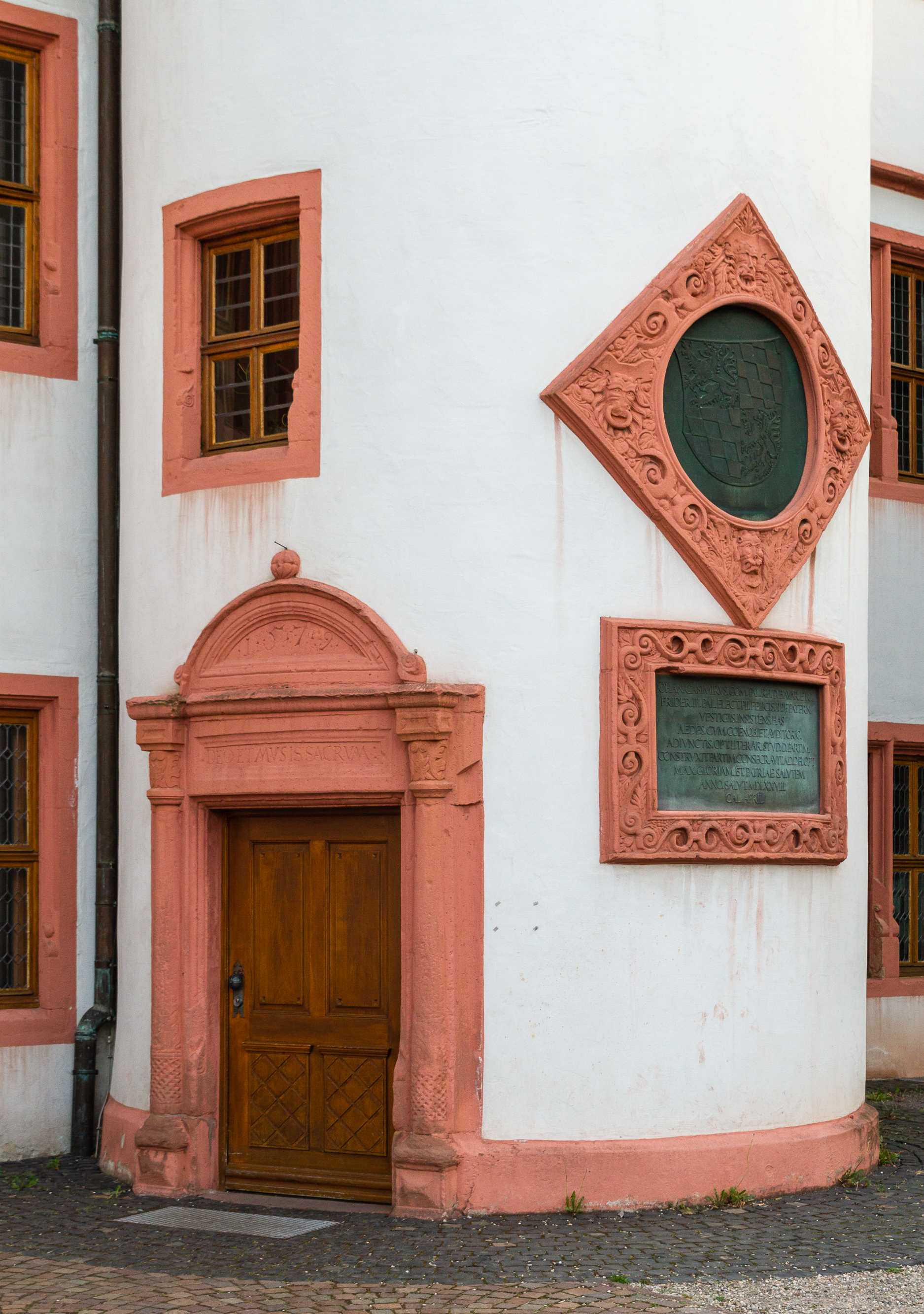
Eingang im Rundturm
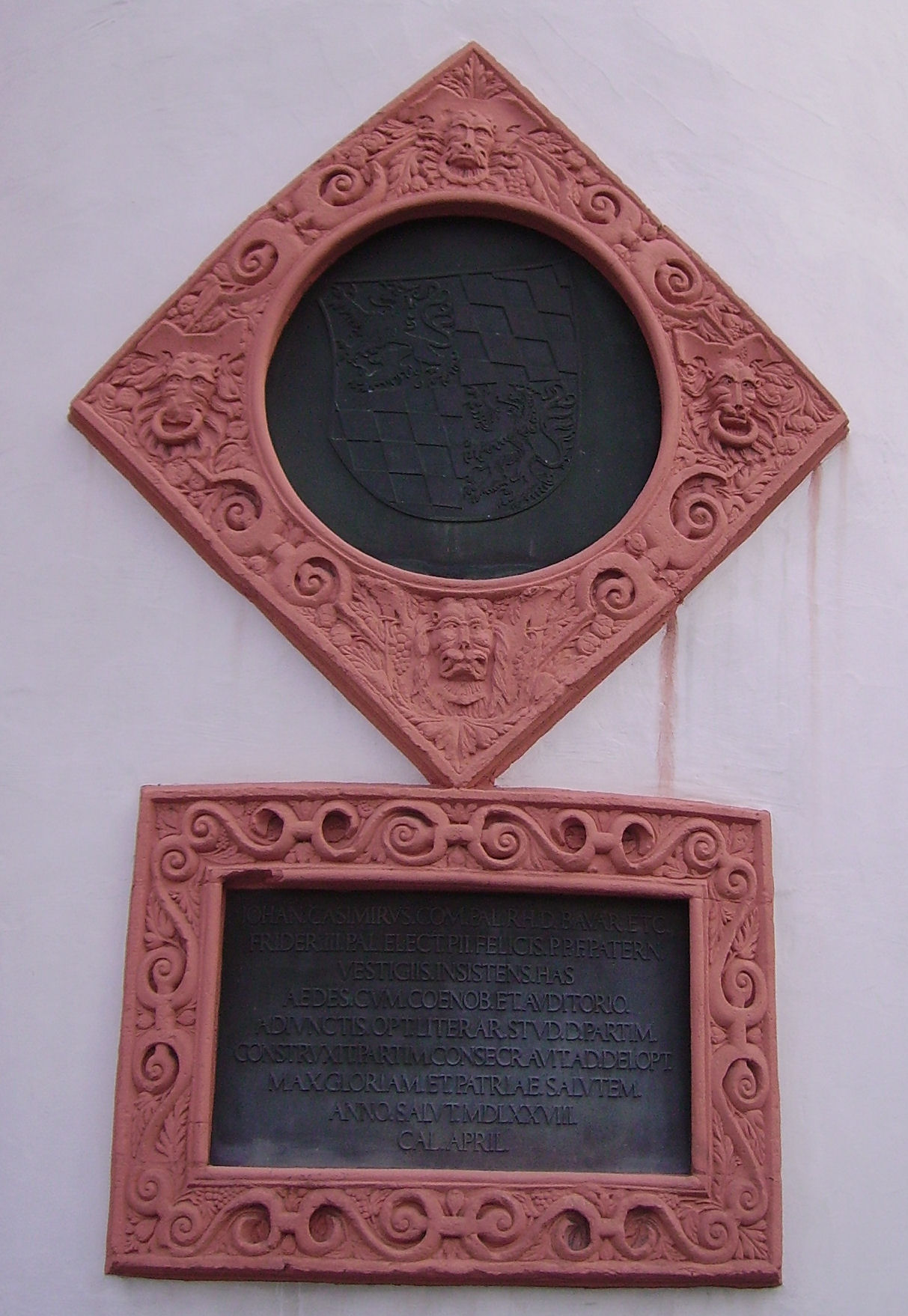
Detailaufnahme am Rundturm
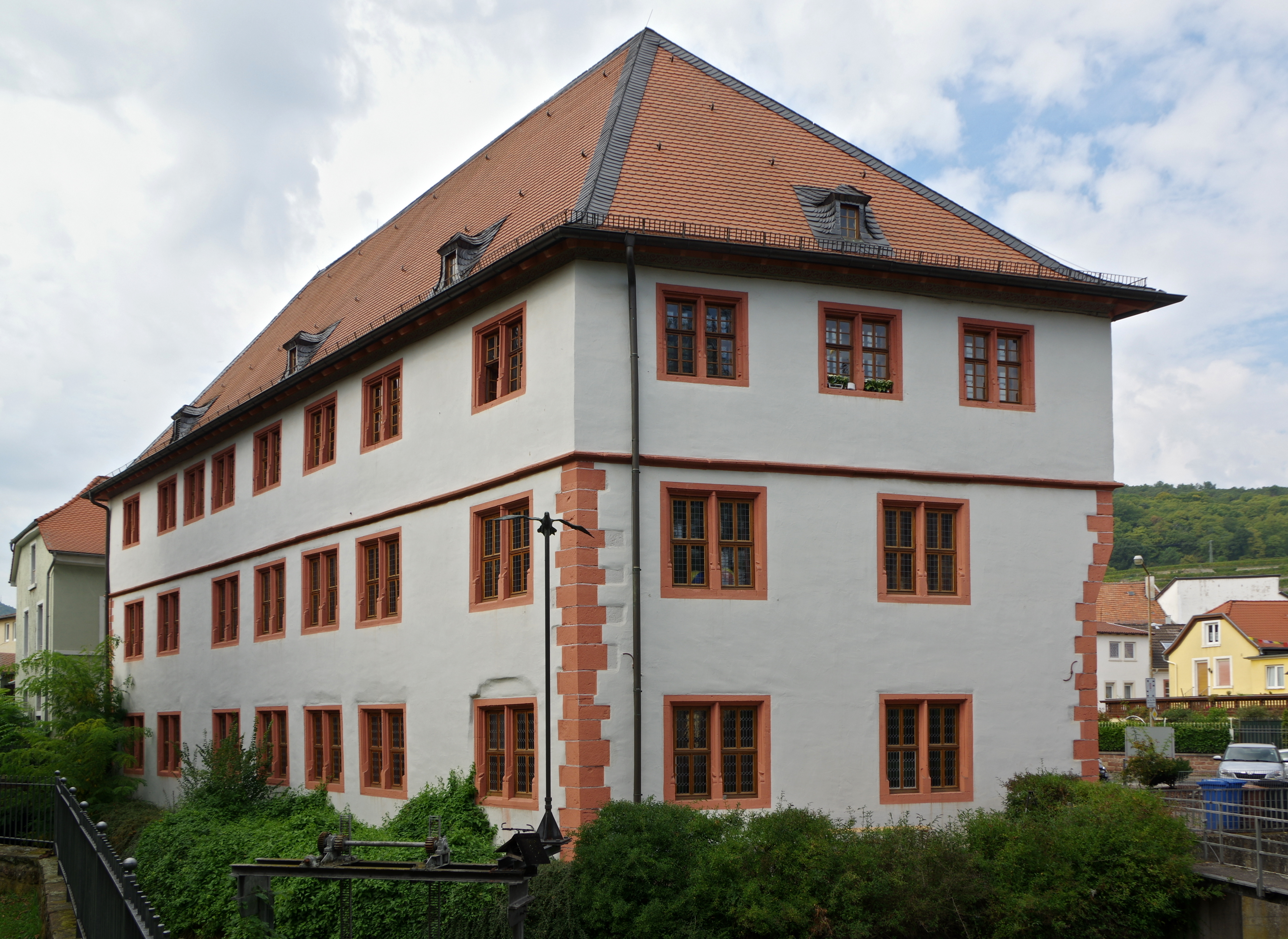
Westflügel

## Geschichte

### Universität

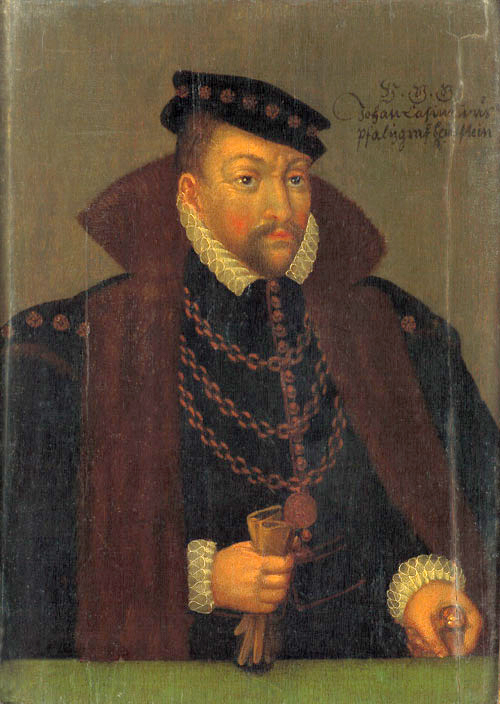
Universitätsgründer Johann Casimir

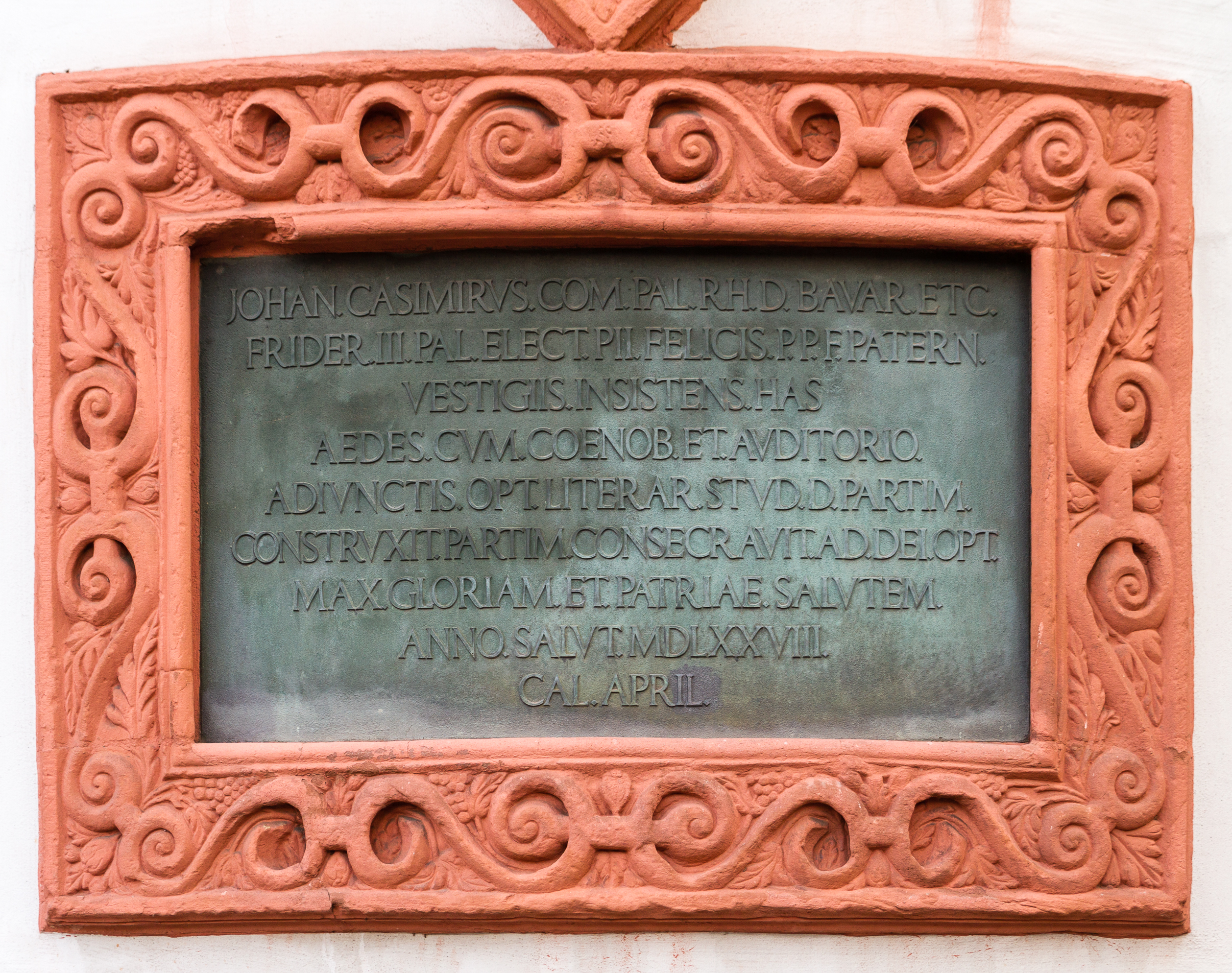
Tafel mit Widmung „1578“ am Rundturm

Nach dem Tod des calvinistischen Kurfürsten Friedrich III. (1576) setzte sein Sohn und Nachfolger Ludwig VI. in seinem Herrschaftsbereich kompromisslos das lutherische Bekenntnis durch. So wurden auch an der Universität Heidelberg alle Professoren und Studenten genötigt, die im Jahr 1577 im Kloster Berge endgültig beschlossene Konkordienformel zu unterschreiben, mit der sie dem reformierten Bekenntnis abschworen.
Als Ausweichuniversität für diejenigen, welche die Unterschrift verweigerten und deswegen Heidelberg verlassen mussten, schuf der Pfalzgraf Johann Casimir, welcher – im Gegensatz zu seinem kurfürstlichen älteren Bruder Ludwig VI. – der Reformierten Kirche angehörte, das Casimirianum.
Es wurde 1578/79 durch Um- und Ausbau der Weißen Klause im vormaligen Kloster der Augustinerinnen eingerichtet und enthält Bauelemente aus Gotik und Renaissance. Der Hochschule waren zur Vorbereitung auf das Studium eine Partikularschule und ein Pädagogium (auch Gymnasium illustre genannt) vorgeschaltet.
Die Universität blieb nur wenige Jahre in Neustadt; der Lehrbetrieb wurde bereits 1583/84 unter Kurfürst Friedrich IV., der noch nicht volljährig war und für den sein Onkel Johann Casimir als Administrator fungierte, zurück nach Heidelberg verlegt.

### Pädagogium
Das Pädagogium konnte sich mehr als 200 Jahre in Neustadt halten. Zwar ging 1635, während des Dreißigjährigen Krieges, das Gebäude des Casimirianums bei einem Angriff schwedischer Truppen in Flammen auf und wurde schwer beschädigt, doch erst 1797/98, als französische Revolutionstruppen die Pfalz eroberten, endete auch das Pädagogium. Seit 1759 wurden in der Kurpfalz nur noch Absolventen der Schulen in Heidelberg, Mannheim, Neustadt an der Haardt und Kreuznach zum Universitätsstudium zugelassen.
Während der sich anschließenden französischen Besetzung der Pfalz wurde in dem Gebäude ab 1808 eine École secondaire betrieben. Neustadt gehörte damals als annektierter Bestandteil Frankreichs zum Departement Donnersberg. Nach Napoleons Niederlage in der Schlacht bei Waterloo (1815) endete die Besetzung. 1816 begann die Zeit der bayerischen Verwaltung; die École secondaire wurde aufgelöst.

### Professoren
Für wenige Jahre war das Casimirianum eine der bedeutendsten calvinistischen Hochschulen Europas, an der sich zahlreiche namhafte Gelehrte zusammenfanden. Sie sind in der Kategorie der Neustadter Hochschullehrer erfasst.

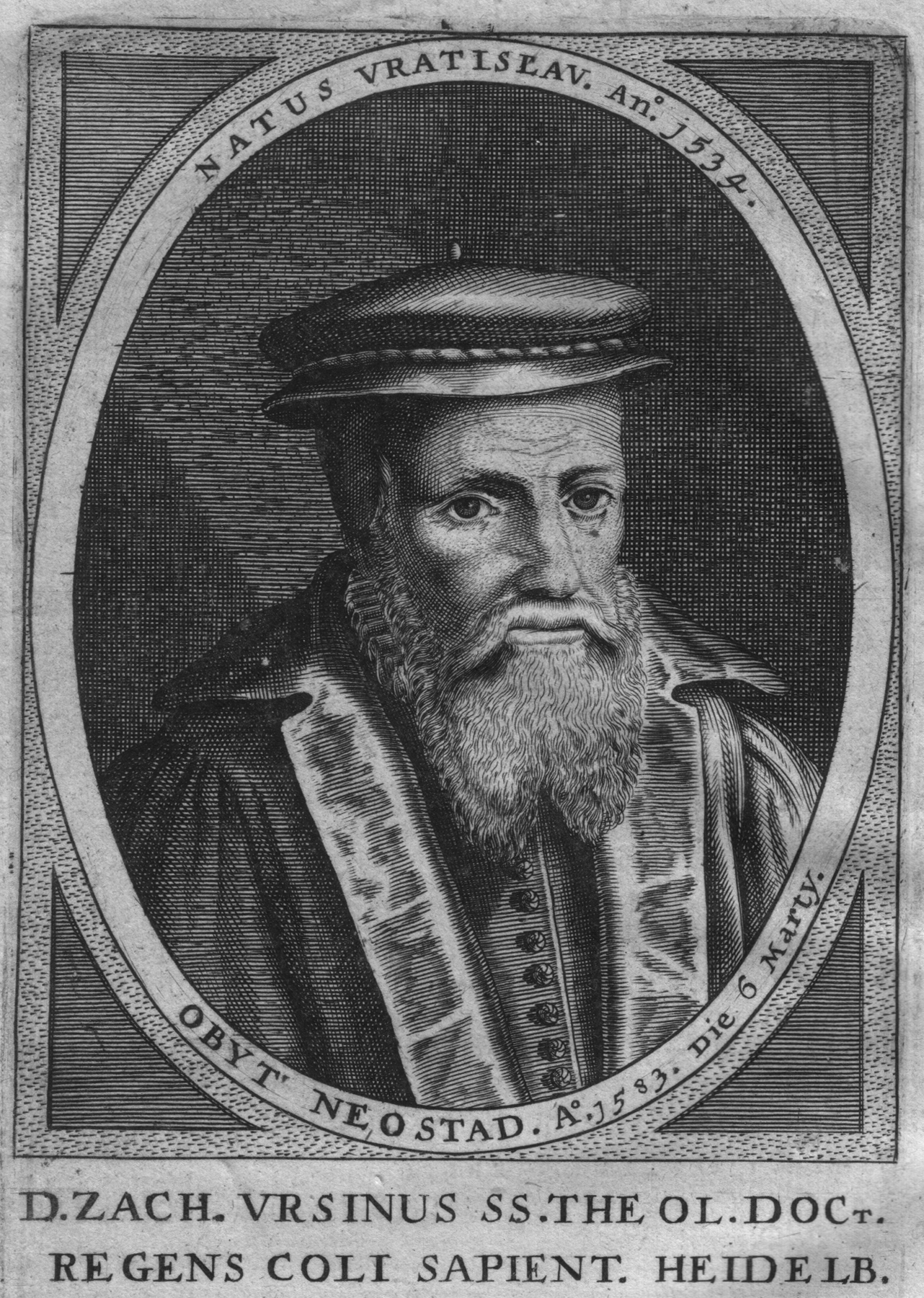
Zacharias Ursinus (1534–1583)
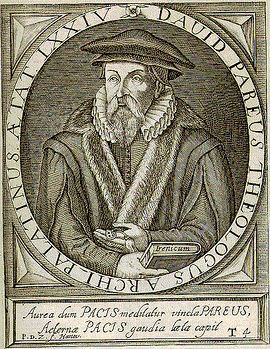
David Pareus (1548–1622)
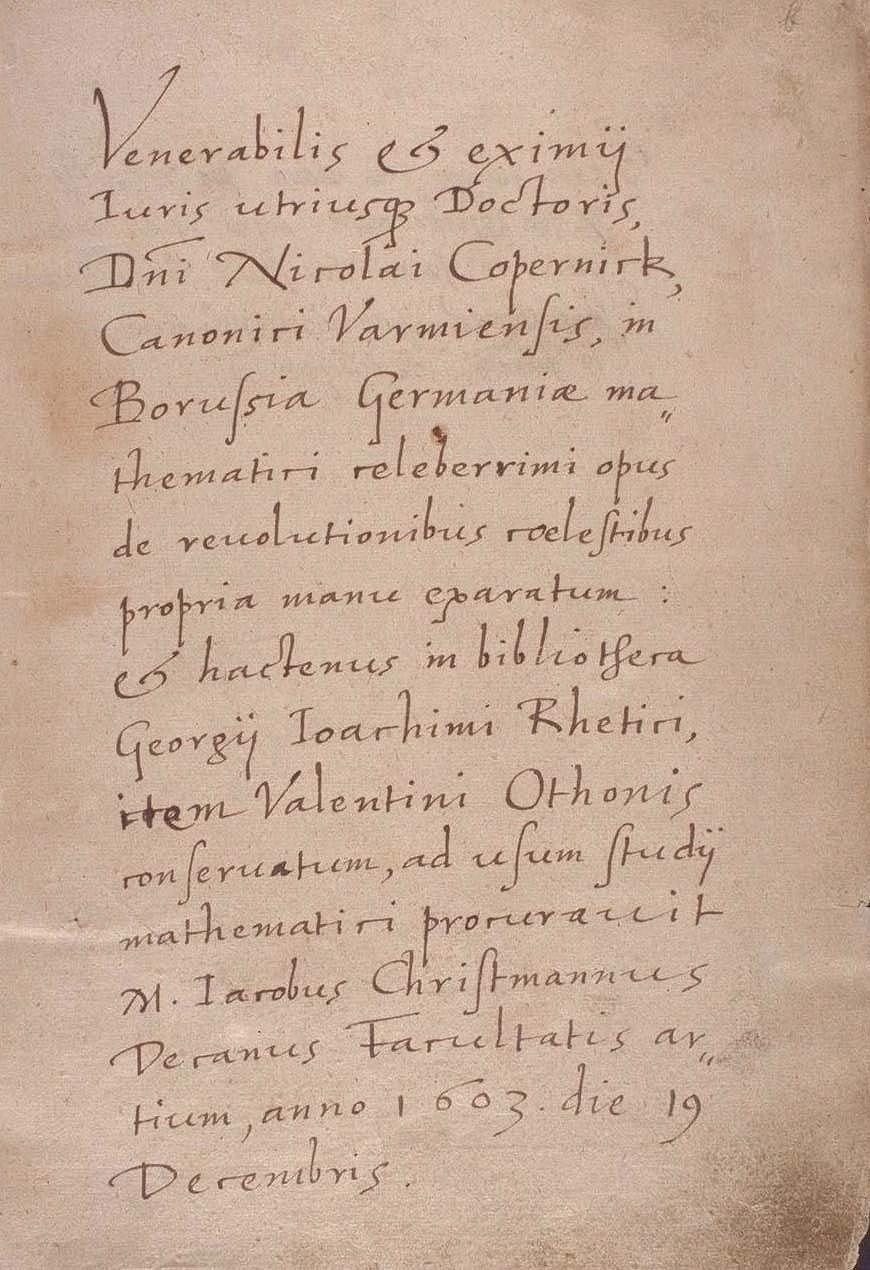
Jakob Christmann (1554–1613), Handschrift von 1603

Zacharias Ursinus
Aus ihrer Reihe ragt Zacharias Ursinus (1534–1583), eig. Zacharias Baer, besonders heraus. Mit seinem Kollegen Caspar Olevian hatte er 1563 in Heidelberg den Heidelberger Katechismus herausgegeben, die wohl bedeutendste Bekenntnisschrift der Reformierten Kirche Deutschlands. Nach dem Tode seines Gönners Friedrich III. fand Ursinus in Neustadt am Casimirianum eine neue Lehrstätte als Theologe. Er eröffnete seine Tätigkeit am 26. April 1578 mit einer Vorlesung über den Propheten Jesaja. Drei Jahre später erschien sein letztes größeres Werk, die Admonitio Christiana, eine scharfe Abrechnung mit der Konkordienformel. Ursinus verstarb im Alter von nur 49 Jahren und wurde in der Neustadter Stiftskirche beigesetzt. Hauptsächlich ihm verdankt das Casimirianum seine damalige Bekanntheit.
David Pareus
Der gleichfalls von Heidelberg ans Casimirianum gewechselte Theologe David Pareus (1548–1622), eig. David Wängler, Schüler und geistiger Erbe von Zacharias Ursinus, gab 1587/88 die Neustadter Bibel heraus. Auf der deutschen Übersetzung Martin Luthers in der Version von 1546 basierend, war sie von Pareus mit reformierten Kommentaren versehen worden. Der Druck des Werkes erfolgte beim örtlichen Buchdrucker Matthäus Harnisch. Ein erhaltenes Exemplar der 3. Auflage (1594), zugleich der einzige Druck im Folio-Format, wird im Stadtmuseum Villa Böhm präsentiert. Außerdem veröffentlichte Pareus ab 1591 die Auslegungen (in lateinischer Sprache) des Heidelberger Katechismus seines Lehrers Zacharias Ursinus. Pareus kehrte 1598 an die Universität Heidelberg zurück und übernahm dort eine Professur zunächst für Altes, dann für Neues Testament.
Pareus’ Sohn, der Latinist Johann Philipp Pareus (1576–1648) war von 1610 bis 1622 Rektor am Pädagogium, dem Vorläufer des heutigen Kurfürst-Ruprecht-Gymnasiums in Neustadt.
Jakob Christmann
Der Orientalist Jakob Christmann (1554–1613), ein konvertierter Jude, betrieb seine Studien in Hebräisch und Arabisch zunächst ebenfalls in Heidelberg; wegen der Konkordienformel musste auch er seine Lehrtätigkeit am Casimirianum in Neustadt fortsetzen. Im Jahre 1582 widmete er dort dem Rektor und den Professoren seine arabische Grammatik Alphabetum arabicum, die offenbar als Lehrbuch für die Studenten gedacht war. 1584 konnte Christmann wieder – als Professor für Hebräisch – nach Heidelberg zurückkehren, wo ihn Kurfürst Friedrich IV. im Jahr 1602 zum Rektor der Universität ernannte.

## Heutige Situation

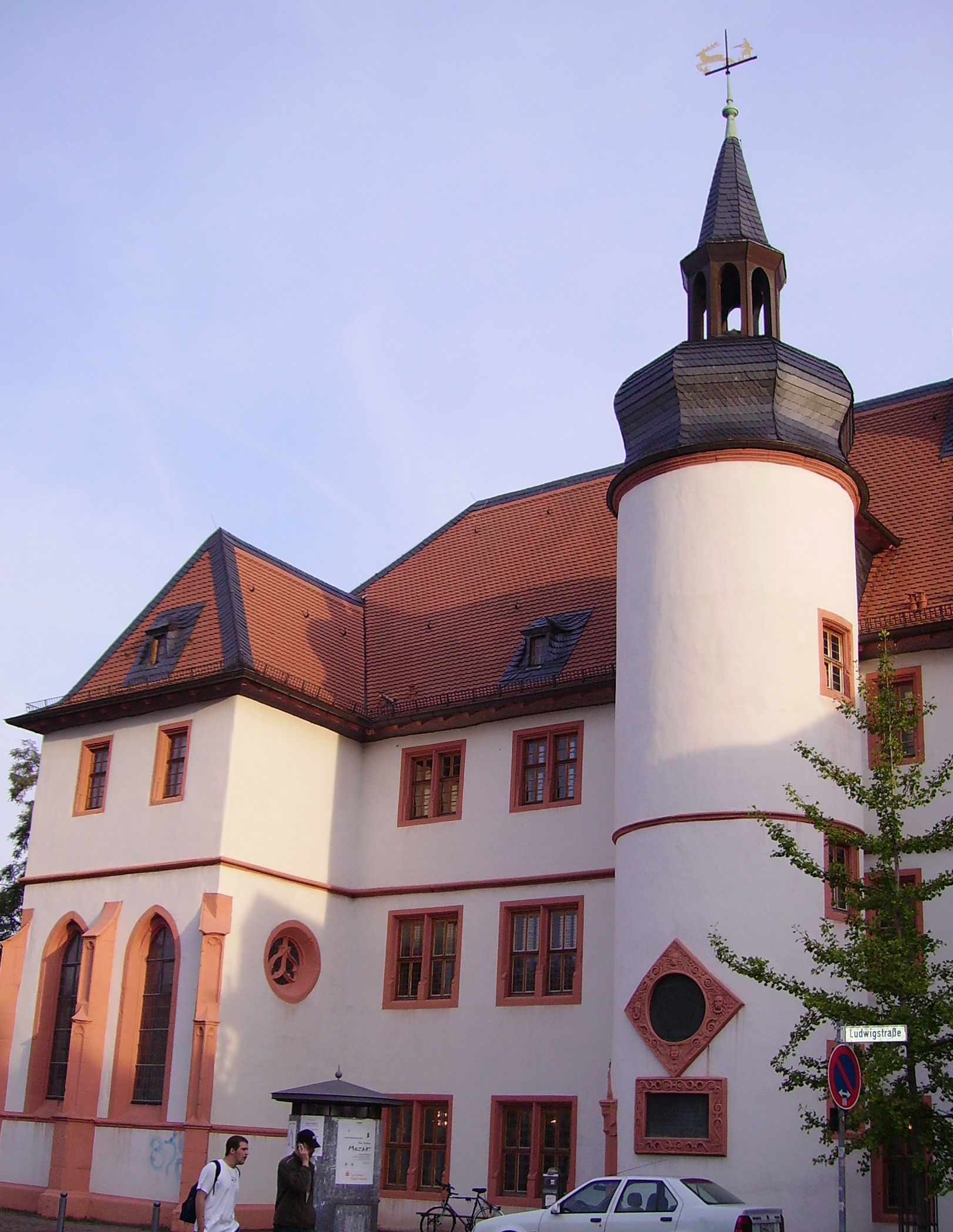
Casimirianum von Nordwesten

Aus der Tradition des Casimirianums entwickelte sich im Verlauf des 19. Jahrhunderts auf der Basis einer Lateinschule das Kurfürst-Ruprecht-Gymnasium, das älteste Gymnasium der Stadt. Die anderen Gymnasien entstanden erst mehr als hundert Jahre später.
Nach seiner Restaurierung gegen Ende des 20. Jahrhunderts dient das Casimirianum als Gemeindehaus der Protestantischen Stiftskirchengemeinde und wird vor allem für kulturelle Veranstaltungen genutzt.